# Kerala State Film Awards
Les Kerala State Film Awards sont des récompenses cinématographiques indiennes décernées chaque année depuis 1969 à Thiruvananthapuram, spécialisé dans le cinéma de Mollywood. Les prix sont décernées depuis 1998 pour le compte du ministère des Affaires culturelles au gouvernement du Kerala.
Pour la 54e édition, 160 films ont été sélectionnés.